# 哥倫比亞國防部
哥倫比亞国防部（西班牙語：  Ministerio de Defensa Nacional) 是哥伦比亚政府的一個行政部門，成立於1965年12月24日，负责协调和监督与哥伦比亚国家安全和武装部队直接相关的政府机构和职能。